# Epitech
欧洲理工学院（École Pour l'Informatique et les nouvelles TECHnologies，缩写ÉPITECH，也叫European Institute of Technology）是法国一所培养电脑工程师的私立大学。
校址坐落于勒克雷姆兰-比塞特尔 -- 巴黎意大利门南面，紧靠巴黎十三区中国城。

## 链接
- 官网 （页面存档备份，存于）

48°48′55″N 2°21′47″E / 48.81528°N 2.36306°E